# ジョアペ・ナコ
ジョアぺ・ナコ（Joape Naco、2002年7月25日 - ）は、ジャパンラグビーリーグワンの三菱重工相模原ダイナボアーズに所属するラグビーユニオン選手。

## 来歴
フィジーのクイーンビクトリアスクールを経て、大分東明高等学校に進む。
2021年、日本大学に入る。
大学4年の2025年1月、三菱重工相模原ダイナボアーズに加入した。
2025年2月22日に行われたJAPAN RUGBY LEAGUE ONE第9節交流戦埼玉ワイルドナイツ戦にて先発出場でリーグワン公式戦初出場を果たした。同年3月、日本大学卒業。